# Czapliniec (Bełchatów)
Osiedle Czaplinieckie – niewielkie osiedle mieszkaniowe położone na skraju Bełchatowa, nieopodal Szpitala Wojewódzkiego im. Jana Pawła II. Na terenie osiedla znajdują się cztery bloki mieszkalne. W przeszłości teren osiedla wchodził w skład wsi Czapliniec, przyłączonej w 1933 roku do Bełchatowa.